# Jinonice (stanice metra)
Jinonice (zkratka JI) jsou stanice metra, která se nachází ve stejnojmenné čtvrti v Praze na lince B (úsek III.B). Je to podzemní, ražená, trojlodní unifikovaná stanice. Byla otevřena, spolu s celým úsekem, 26. října 1988 – oficiálně na počest 70 let od vzniku ČSR, tehdy pod názvem Švermova (podle komunistického novináře Jana Švermy). Patří k nejméně vytíženým stanicím metra v Praze (obrat cestujících zde činí do 10 000 za ranní špičku).[zdroj⁠?!]

## Historie
Výstavba této stanice na konci 80. let si vyžádala finanční náklady ve výši 306 milionů Kčs. Byla otevřena v roce 1988.

### Rekonstrukce

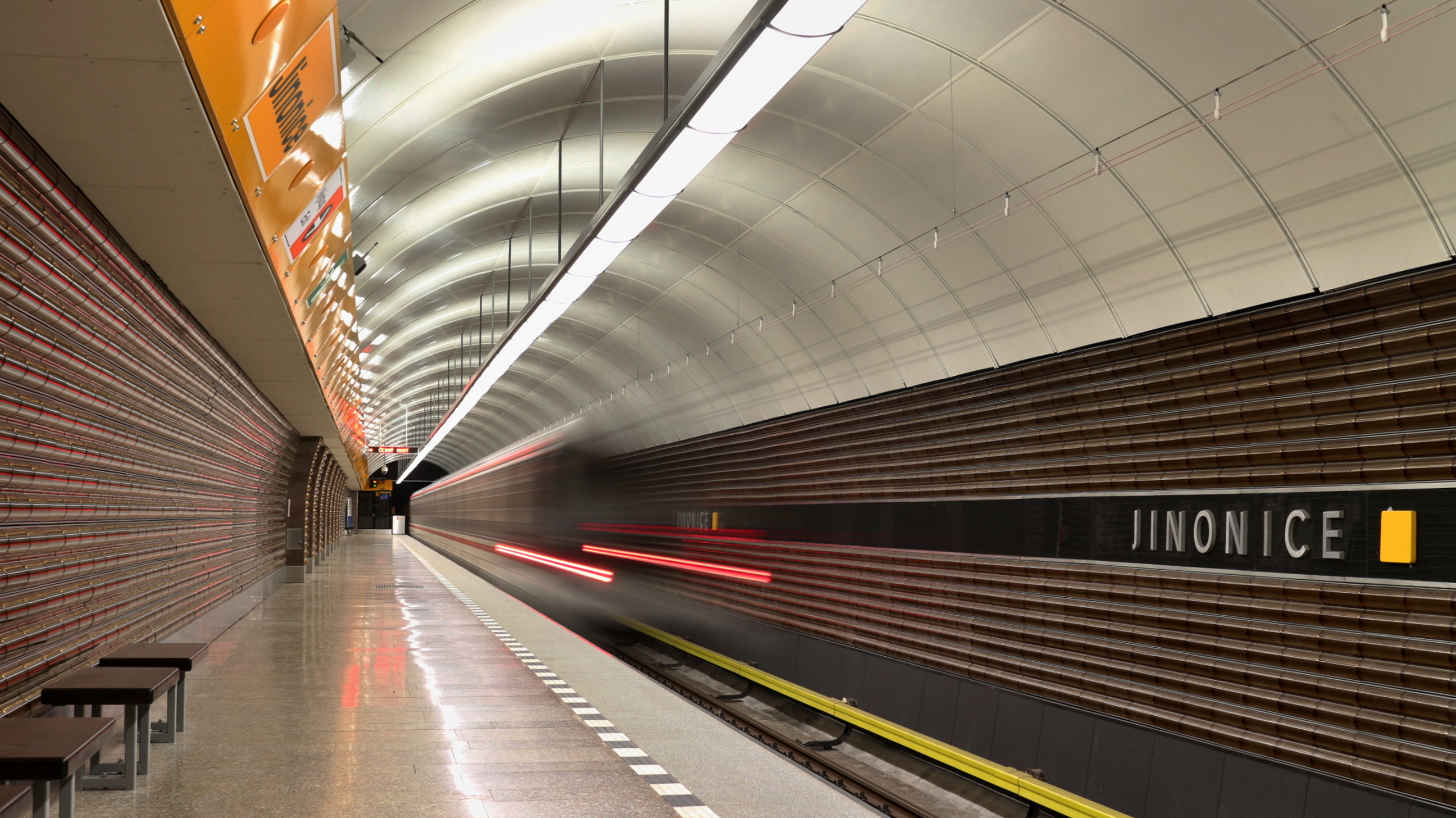
Část nástupiště směr Černý Most po rekonstrukci z roku 2017

V roce 2016 byl oznámen záměr provést komplexní rekonstrukci stanice, vzhledem ke špatnému technickému stavu ostění a pronikání vody do hlavní lodě. Rekonstrukce měla dvě fáze; od listopadu 2016 byly nejprve částečně sneseny obklady stanice, od 7. ledna 2017 byla následně stanice uzavřena na dobu osmi měsíců pro běžný provoz. Během této doby byly provedeny injektáže průsaků a umístěny zcela nové obklady, které splňují náročnější protipožární normy. Dopravní podnik původně připouštěl i variantu rekonstrukce stanice, ve které by byly natrvalo odstraněny i některé, nebo všechny skleněné obklady od sochaře Františka Víznera, nicméně po rozsáhlé kritice z řad veřejnosti byl tento záměr nakonec opuštěn.
Rekonstrukce se zpozdila o necelý měsíc kvůli neočekávaným průsakům vody, stanice byla cestujícím znovu otevřena dne 23. srpna 2017. Vyžádala si náklady ve výši 145 milionů Kč, o 9 milionů méně, než se očekávalo. Rekonstrukce byla dokončena v létě 2017 a stanice byla slavnostně otevřena za přítomnosti primátorky Prahy Adriany Krnáčové 23. srpna. Přestože proběhla rekonstrukce stanice, nadále zde zůstaly původní eskalátory sovětské výroby (na rozdíl od jiných stanic linky B, kde je plánována či již probíhá jejich horlivá výměna).

## Charakter

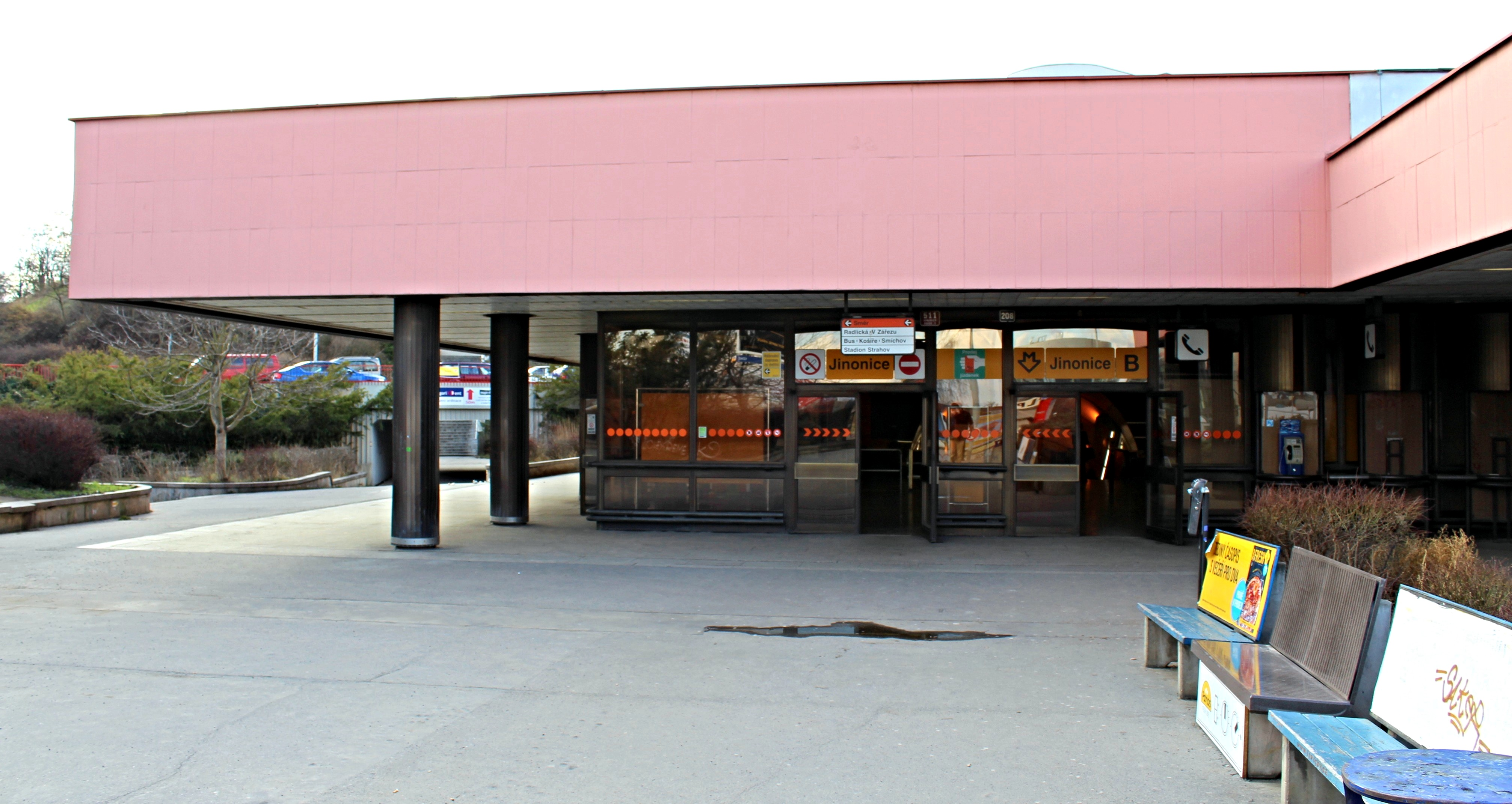
Vestibul stanice

Stanice je ražená, trojlodní se zkrácenou střední lodí (na 35 m) a se sedmi páry prostupů na nástupiště. Je dlouhá 198 m (z toho 128 m jsou technologické instalace), a nachází se 23 m pod povrchem. Z nástupiště vede jeden výstup eskalátorovým tunelem. Použity byly tříramenné eskalátory sovětské výroby; tunel ústí do povrchového vestibulu. Ten je umístěn u ulice Radlická a pod jeho podlahou je umístěna strojovna eskalátorů.
Obkladem stanice jsou skleněné lisované tvarovky, podobné těm, které byly použité ve stanici Karlovo náměstí, liší se však jejich velikost i barva. Stanice Jinonice byla na počátku 21. století jedinou ze stanic linky B, kde dosud nebylo změněno původní architektonické ztvárnění z 80. let (na rozdíl od stanic úseku I.B, který byl po rekonstrukci v mnohém upraven). Ve vestibulu stanice je umístěn výtvarný reliéf, jehož autorem je akademický sochař Karel Houska.

## Návazná doprava
Stanice byla budována hlavně kvůli obsluze závodu Motorlet. Od roku 2018 zde stojí rezidence Waltrovka. Vedle stanice se také nachází kampus Fakulty sociálních věd Univerzity Karlovy. Je zde také autobusová zastávka denních i nočních linek.  Dne 18. prosince 2018 byla v blízkosti stanice metra zprovozněna železniční zastávka Praha-Jinonice.